# Holger Meins
Holger Klaus Meins (Hamburgo, 26 de outubro de 1941 - Stuttgart, 9 de novembro de 1974) foi um integrante da organização de extrema-esquerda alemã Fração do Exército Vermelho (Rote Armee Fraktion ou RAF), também conhecida como Grupo Baader-Meinhof. Estudante de cinematografia, juntou-se à RAF em 1970 e morreu devido a uma greve de fome, na prisão, em 1974.
Meins tornou-se uma importante figura da RAF e um de seus líderes desde o começo das atividades do grupo, com grande envolvimento nos atentados cometidos pela organização nos primeiros anos da década de 1970. Ficou famoso por criar um dispositivo que imitava uma barriga de grávida falsa e oca, extremamente eficiente para carregar bombas desapercebidamente, a serem plantadas pelas integrantes do grupo em locais pré-escolhidos.
Meins foi preso em 1 de junho de 1972 junto com o líder do Baader-Meinhof Andreas Baader e outro dos dirigentes da organização, Jan-Carl Raspe, numa emboscada policial numa garagem de Hamburgo. Encarcerado na prisão de Wittlich, promove várias greves de fome e morre - pesando 39 kg em 1,86 m de altura - em 9 de novembro de 1974.
Sua morte provoca dezenas de manifestações de esquerdistas em Frankfurt, Colônia, Berlim, Stuttgart, protestando contra as condições carcerárias a que são submetidos os integrantes da RAF na prisão e obriga o governo a mudar o tratamento aos presos, impedindo futuras greves de fome com alimentação forçada. No dia seguinte, um juiz da Corte Superior de justiça da Alemanha, Von Drenkmann, é assassinado como resposta à sua morte. A morte de Meins polariza a Alemanha Ocidental com acusações de assassinato por omissão do governo e cria mais simpatizantes à causa da RAF. Outros, revoltados com a morte do juiz vom Drenkman, exigem do governo que acabe com o terrorismo por qualquer meio que seja necessário.
Seis meses depois, o comando de guerrilheiros que toma de assalto a embaixada alemã-ocidental em Estocolmo, na Suécia, é batizado com seu nome.

## Biografia
- «Starbuck HolgerMeins» (em alemão)